# Валериј Васиљев
Валериј Иванович Васиљев (рус. Вале́рий Ива́нович Васи́льев; Волхово, 3. август 1949 – Москва, 19. април 2012) био је прослављени руски и совјетски хокејаш на леду који је играо на позицији одбрамбеног играча. Са репрезентацијом Совјетског Савеза освојио је 8 титула светског првака и два наслова олимпијског победника.
Заслужни је спортиста Совјетског Савеза од 1973. и добитник Ордена црвене заставе за рад из 1978. године. Године 1998. уврштен је у „Кућу славних хокеја на леду ИИХФ-а“.

## Биографија
Прве хокејашке кораке Валериј Васиљев је направио као десетогодишњи дечак у хокејашкој секцији тадашњег Динама из Горког (данас Нижњег Новгорода), а већ са 15 година играо је за други тим. На самом крају сезоне 1966/67. прелази из Динама у редове екипе Торпеда у чијем дресу је одиграо три последња сусрета у тој сезони. По окончању те сезоне на позив тадашњег тренера московског Динама Аркадија Чернишјова прелази у редове Московљана за које је играо током наредних 17 сезона.
Године 1968. дебитовао је и за репрезентацију Совјетског Савеза на европском првенству за јуниоре где је проглашен за најбољег одбрамбеног играча целог турнира. Две године касније дебитовао је и у дресу сениорске репрезентације. И у дресу Динама и у дресу репрезентације играо је под бројем 6. на такмичењу за Куп Канаде 1981. постављен је на место капитена сениорске репрезентације.
Током светског првенства 1978. Васиљев је после утакмице са Чехословачком доживео блажи срчани удар. После окончања играчке каријере у два наврата је кратко радио као тренер у московском Спартаку (у сезони 1996/97) и подољском Витјазу (у сезони 1998/99). На Олимпијским играма и на светским првенствима за репрезентацију је одиграо укупно 116 утакмица и постигао 18 голова, док је у првенстви Совјетског Савеза одиграо укупно 617 утакмица и постигао 71 гол.
Преминуо је 19. априла 2012. у 63. години живота после дуге и тешке болести. Сахрањен је на московском Тројекуровском гробљу.
Са супругом Татјаном са којом се венчао 1972. имао је две кћери, Јелену и Јекатерину.

### Успеси
- Олимпијске игре: олимпијски победник 1972. и 1976; сребрна медаља 1980;
- Светско првенство: светски првак 1970, 1973, 1974, 1975, 1978, 1979, 1981. и 1982; сребрна медаља 1972. и 1976; бронзана медаља 1977;
- Првенство Совјетског савеза: сребрна медаља 1971, 1972, 1977, 1978, 1979. и 1980; бронзана медаља 1968, 1969, 1974, 1976, 1981, 1982, 1983;
- Првенство Мађарске: победник купа Мађарске и бронзана медаља у националном првенству у сезони 1989/90.
- Део идеалне поставе светских првенстава 1974, 1975, 1976, 1977. и 1979;
- Најбољи одбрамбени играч СП 1973, 1977. и 1979.